# ユニバーサル横メルカトル図法
ユニバーサル横メルカトル図法（ユニバーサルよこメルカトルずほう）は、国際的に標準化された地図投影法の一種である。略してUTM図法 (Universal Transverse Mercator) とも呼ばれる。主に中縮尺向けの図法として採用している国が多い。日本では国土地理院発行の縮尺1:10,000から1:200,000の地形図に使用されている。

## 図法の詳細
横メルカトル図法では通常のメルカトル図法で歪みの大きくなる高緯度地方を比較的正確に表せるが、逆に基準経度から東西に離れた地点での歪みが大きくなる。そこで南緯80度から北緯84度までの間を西経180度から東向きに6度ずつ1から60のゾーンに分割して、各ゾーンの範囲をそれぞれの中央経度を基準子午線とした横メルカトル図法で投影し、60枚の地図を使って両極を除く全地球を描く（正確には地球が扁球により近いことを考慮したガウス・クリューゲル図法を用い、両極部分はユニバーサル極心平射図法を用いる）。
ただし、基準子午線上の縮尺を 1 とした場合、他の部分の局所的縮尺が 1 よりも大きくなり（赤道上で基準経度から3度離れると1.00137）、全体として見ても縮尺が 1 よりも大きくなる（赤道上の基準経度-3度から+3度まで、6度の長さは1.00046倍になる）。これを調整するため、中央子午線上での縮尺係数を0.9996にして、投影範囲全体の平面距離について、その相対誤差の絶対値を4/10,000以内に収める。
このように分割して地球全体を描けば、それぞれのゾーンの地図は基準子午線から3度以内に収まっており、比較的小さな歪みで済むので、中縮尺でも実用上大きな問題は起きない。
実際には適当な縮尺にして四角い地図に切り分けるが、同じゾーン内でつなぎ合わせれば一枚の平面地図として扱うことができる。ゾーンが異なる場合は平面としてつなぎ合わせることができず、地球の丸みを復元することになる。
なお、「ユニバーサル横メルカトル図法」と呼ぶ場合、6度ごとの基準子午線の取り方と 0.9996 の係数で標準化されたものを指す。

### 座標換算の簡略式
以下に掲げる座標換算式はドイツの数学者・測地学者であるヨハン・ハインリヒ・ルイ・クリューゲルにより初めて導出され1912年に発表されたものが元となっており、展開式の初めの数項しか用いていない簡潔さでありながらも中央子午線から約3,000キロメートルの範囲内でミリメートル程度の精度を有している。日本語による導出の詳細な解説も与えられている。
地球楕円体の長半径を {\displaystyle a\,\!}、扁平率を {\displaystyle f\,\!} とし、中央子午線の経度を{\displaystyle \lambda _{0}} とするとき、地理緯度 {\displaystyle \,\varphi }、経度 {\displaystyle \,\lambda } の点からUTM座標並びに縮尺係数 {\displaystyle k\,\!} 及び子午線収差角 {\displaystyle \gamma \,\!} を計算する。便宜上北半球においては南北座標に {\displaystyle N_{0}=0} km を、南半球においては {\displaystyle N_{0}=10000} km をオフセット値として加える。併せて東西座標には  {\displaystyle E_{0}=500} km をオフセット値として加え、{\displaystyle k_{0}=0.9996} とする。以下では、距離の単位は km とする。
換算式の表式に先立ち、幾つかの初期値を計算しておく：
{\displaystyle n={\frac {f}{2-f}},\quad A={\frac {a}{1+n}}\left(1+{\frac {n^{2}}{4}}+{\frac {n^{4}}{64}}+\cdots \right),}
{\displaystyle \alpha _{1}={\frac {1}{2}}n-{\frac {2}{3}}n^{2}+{\frac {5}{16}}n^{3},\,\,\,\alpha _{2}={\frac {13}{48}}n^{2}-{\frac {3}{5}}n^{3},\,\,\,\alpha _{3}={\frac {61}{240}}n^{3},}
{\displaystyle \beta _{1}={\frac {1}{2}}n-{\frac {2}{3}}n^{2}+{\frac {37}{96}}n^{3},\,\,\,\beta _{2}={\frac {1}{48}}n^{2}+{\frac {1}{15}}n^{3},\,\,\,\beta _{3}={\frac {17}{480}}n^{3},}
{\displaystyle \delta _{1}=2n-{\frac {2}{3}}n^{2}-2n^{3},\,\,\,\delta _{2}={\frac {7}{3}}n^{2}-{\frac {8}{5}}n^{3},\,\,\,\delta _{3}={\frac {56}{15}}n^{3}.}

#### 経緯度 (φ, λ) から UTM 座標 (E, N) への換算
まず、中間変数を以下のとおり定める：
{\displaystyle t=\sinh \left(\tanh ^{-1}\sin \varphi -{\frac {2{\sqrt {n}}}{1+n}}\tanh ^{-1}\left({\frac {2{\sqrt {n}}}{1+n}}\sin \varphi \right)\right),}
{\displaystyle \xi '=\tan ^{-1}\left({\frac {t}{\cos(\lambda -\lambda _{0})}}\right),\,\,\,\eta '=\tanh ^{-1}\left({\frac {\sin(\lambda -\lambda _{0})}{\sqrt {1+t^{2}}}}\right),}
{\displaystyle \sigma =1+\sum _{j=1}^{3}2j\alpha _{j}\cos \left(2j\xi '\right)\cosh \left(2j\eta '\right),\,\,\,\tau =\sum _{j=1}^{3}2j\alpha _{j}\sin \left(2j\xi '\right)\sinh \left(2j\eta '\right).}
その上で、換算式は以下のとおりとなる：
{\displaystyle E=E_{0}+k_{0}A\left(\eta '+\sum _{j=1}^{3}\alpha _{j}\cos \left(2j\xi '\right)\sinh \left(2j\eta '\right)\right),}
{\displaystyle N=N_{0}+k_{0}A\left(\xi '+\sum _{j=1}^{3}\alpha _{j}\sin \left(2j\xi '\right)\cosh \left(2j\eta '\right)\right),}
{\displaystyle k={\frac {k_{0}A}{a}}{\sqrt {\left\{1+\left({\frac {1-n}{1+n}}\tan \varphi \right)^{2}\right\}{\frac {\sigma ^{2}+\tau ^{2}}{t^{2}+\cos ^{2}(\lambda -\lambda _{0})}}}},}
{\displaystyle \gamma =\tan ^{-1}\left({\frac {\tau {\sqrt {1+t^{2}}}+\sigma t\tan(\lambda -\lambda _{0})}{\sigma {\sqrt {1+t^{2}}}-\tau t\tan(\lambda -\lambda _{0})}}\right).}

#### UTM 座標 (E, N, Zone, Hemi) から経緯度 (φ, λ) への換算
北半球に対しては Hemi=+1, 南半球に対しては Hemi=-1 とおく。
まず、中間変数を以下のとおり定める：
{\displaystyle \xi ={\frac {N-N_{0}}{k_{0}A}},\,\,\,\eta ={\frac {E-E_{0}}{k_{0}A}},}
{\displaystyle \xi '=\xi -\sum _{j=1}^{3}\beta _{j}\sin \left(2j\xi \right)\cosh \left(2j\eta \right),\,\,\,\eta '=\eta -\sum _{j=1}^{3}\beta _{j}\cos \left(2j\xi \right)\sinh \left(2j\eta \right),}
{\displaystyle \sigma '=1-\sum _{j=1}^{3}2j\beta _{j}\cos \left(2j\xi \right)\cosh \left(2j\eta \right),\,\,\,\tau '=\sum _{j=1}^{3}2j\beta _{j}\sin \left(2j\xi \right)\sinh \left(2j\eta \right),}
{\displaystyle \chi =\sin ^{-1}\left({\frac {\sin \xi '}{\cosh \eta '}}\right).}
その上で、換算式は以下のとおりとなる：
{\displaystyle \varphi =\chi +\sum _{j=1}^{3}\delta _{j}\sin \left(2j\chi \right),}
{\displaystyle \lambda _{0}=\mathrm {Z} \mathrm {o} \mathrm {n} \mathrm {e} \times 6^{\circ }-183^{\circ }\,}
{\displaystyle \lambda =\lambda _{0}+\tan ^{-1}\left({\frac {\sinh \eta '}{\cos \xi '}}\right),}
{\displaystyle k={\frac {k_{0}A}{a}}{\sqrt {\left\{1+\left({\frac {1-n}{1+n}}\tan \varphi \right)^{2}\right\}{\frac {\cos ^{2}\xi '+\sinh ^{2}\eta '}{\sigma '^{2}+\tau '^{2}}}}},}
{\displaystyle \gamma =\mathrm {H} \mathrm {e} \mathrm {m} \mathrm {i} \times \tan ^{-1}\left({\frac {\tau '+\sigma '\tan \xi '\tanh \eta '}{\sigma '-\tau '\tan \xi '\tanh \eta '}}\right).}

## UTM直交座標系
UTM の経度6度幅のゾーン内であれば、南緯80度から北緯84度まで、比較的広い範囲を一枚の平面地図として扱える。そこで各ゾーンに直交座標系を入れて、経緯度ではなくゾーンとメートル単位の直交座標を使って地球上の位置指定を行う場合がある。直交座標系の利便性は高く、メッシュを等面積に作れることから統計分野などでも利用価値が高い。
もっとも使われる UTM-Grid は、赤道をX軸、基準子午線をY軸、両者の交点を原点とし、座標値に負の数が現れないようX座標値に500キロメートルを加えた座標系である。南半球の場合はY座標にも1万キロメートルを加える。軍用や国際的用途の他、オーストラリアなど一部の国の国内用直交座標系としても利用されている。
ただし、UTM での直交座標系を基本としながらも、国内用として自国に都合良く原点を設定する例もあり、必ずしも世界中で統一されているわけではない。また、座標の入れ方が同じであっても、測地系の選択により僅かな差が出ることがある。さらに、メートル単位で6桁であるX座標値の上の桁として、ゾーン番号や測地系・座標系の種類を区別する独自番号を付加する国もある。

### The U.S. Military Grid Reference System (MGRS)
アメリカ軍やNATOの位置表示システムでは、ゾーンを緯度8度ずつ南緯80度から72度のCから北緯72度から84度のXまで（ただし数字の1と0に紛らわしいIとOは使用しない）の20に分割して、ゾーン番号と合わせて大雑把な位置指定を行う。
これとは別に、各ゾーン内を100キロメートル四方の区画に分割して、各区画にアルファベット2文字の符号を付与する。文字数が足りないので同じゾーン内に同じ符号が何度も現れるが、上記のアルファベットによる緯度分けと併用することで100キロメートル区画を一意に特定できる。さらに座標や区画分けを加えて位置指定を行う。

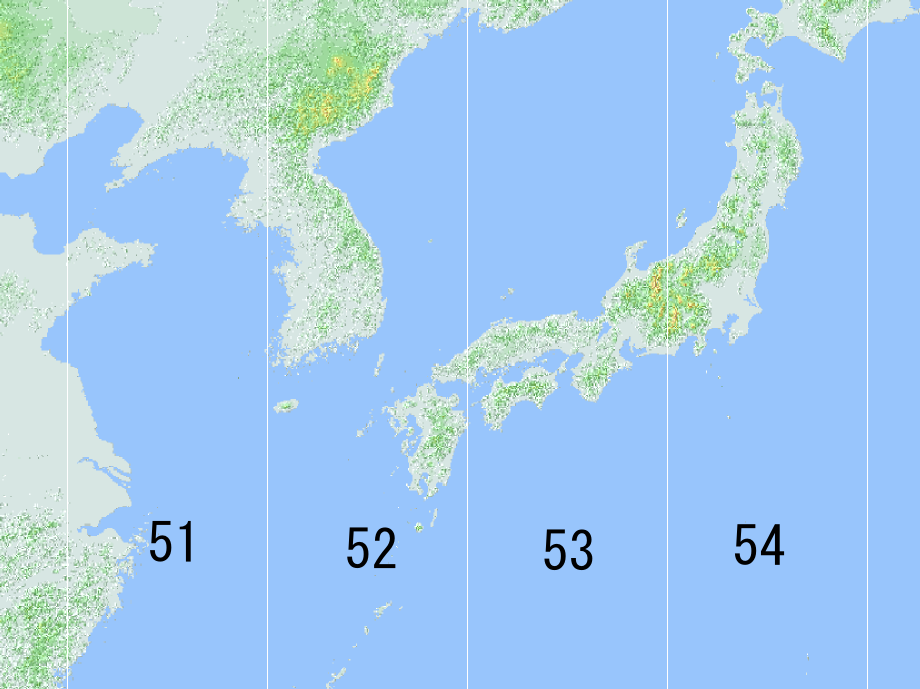
日本周辺のUTMゾーン

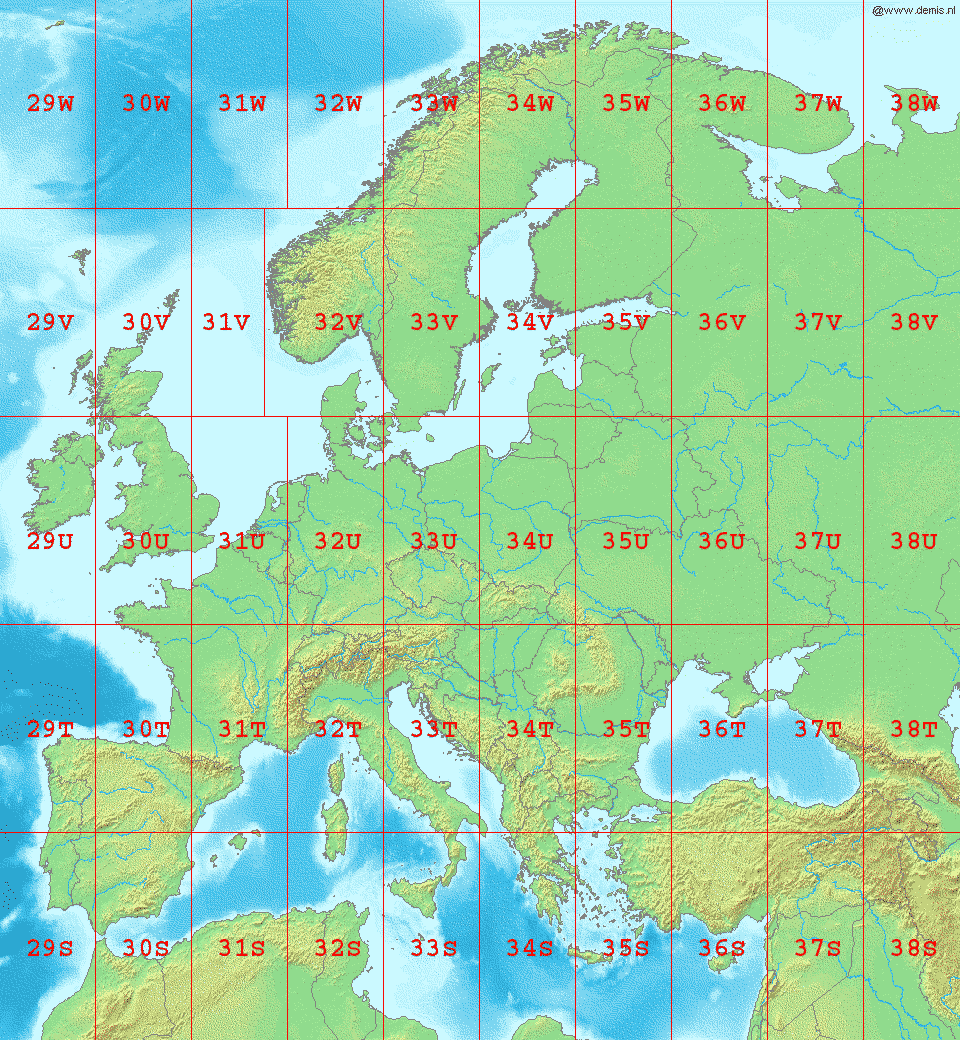
ヨーロッパのUTMゾーン(数字の部分)

## 採用国
1947年にアメリカ陸軍工兵司令部が座標システムとして考案したのが始まりとされる。のちに地形図の図法としても採用する。
ヨーロッパでは各国で測地系がばらばらであったが、NATOの活動に支障が生じるため、西ヨーロッパ全体をカバーする測地系を設けることとなり、それに合わせて一部の国がUTM直交座標系や地形図図法としての UTM を導入した。
日本では、地形図や地勢図に多面体図法を用いていたが、昭和40年から25,000分の1地形図整備に合わせてUTMに順次切り替えた。日本では、51帯～56帯（中央経線は東経123度、129度、135度、141度、147度、153度）を使用している。他の国と比べると、位置指定やメッシュの手段としてのUTM直交座標系はあまり浸透していない。アメリカ軍との共同運用が多い防衛省・自衛隊を除けば、1万分の1以上の地形図に日本独自の平面直角座標系の方眼が入っているが、他は経緯度線が見られる程度である。